# Albert Jucker

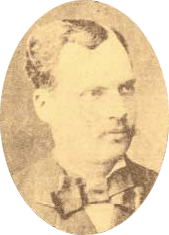
Albert Jucker

Albert Jucker (* 26. August 1844 in Winterthur; † 3. Dezember 1885 in Bangkok) war ein Schweizer Unternehmer und der Gründer des ersten Schweizer Unternehmens in Siam.

## Biografie
Jucker war der einzige Sohn einer alten Mittelstandsfamilie aus Winterthur. Nach seiner Schulausbildung ging er im Alter von 19 Jahren nach Paris, wo er den internationalen Handel kennenlernen wollte. Er fand eine Anstellung bei Malherbe & Jullien & Co., die hauptsächlich im Im- und Export mit Cochinchina (Vietnam) tätig war und ein Zweigbüro in Saigon unterhielt. Als die Firma 1866 ein weiteres Zweigbüro in Bangkok eröffnete, wurde Jucker als Assistent dorthin gesandt. 1872 wurde er Geschäftsführer in Siam. Er überzeugte seinen Cousin Henry Sigg aus Winterthur, ihm 1873 nach Siam zu folgen.
1882, als in Bangkok die Hundertjahrfeier der Gründung der Chakri-Dynastie gefeiert wurde,  reifte in Jucker die Idee, ein eigenes Unternehmen zu gründen. Malherbe und Jullien verkauften ihre Anteile am Zweigunternehmen in Siam an Jucker, der damit Alleinunternehmer wurde. Die neue Firma hiess Jucker & Sigg & Co. und wurde die Vorgängerin des heutigen Unternehmens Berli Jucker. Die Geschäftsräume lagen im alten portugiesischen Viertel des Ortes Santa Cruz (heute Kudichin) am Westufer des Mae Nam Chao Phraya. Zusammen mit seinem Cousin stellte Jucker auch zwei weitere Schweizer als Assistenten ein, B. E. Mohn und A. Hoffmann. Jucker & Sigg führten die Geschäfte von Malherbe & Jullien als Kaufleute, Schiffsausrüster und Exporteure von Teakholz in Siam fort. Auch eine grosse Reismühle sowie eine Agentur für Versicherungen und Geldverkehr gehörte zum Geschäft.
Im Alter von 38 war Jucker gut bekannt und angesehen in Siam. Er erhielt Auszeichnungen von König Chulalongkorn von Siam (Rama V.) und Umberto I. von Italien, der ihn auch zum Honorarkonsul von Italien in Siam ernannte und ihm den Titel eines Cavaliere verlieh.
1868 heiratete Jucker Paula da Cruz (1850–1934), eine Siamesin portugiesischer Abstammung katholischen Glaubens. Kinder: Mary (* 1870), Henry (1873–1954), Albert (1880–1936), Edward (1882–1976) und Elise (1885–1970).
Am 3. Dezember 1885 starb Albert Jucker im Alter von 41 Jahren an Cholera. Seine Witwe ging mit den fünf Kindern in die Schweiz nach Winterthur, wo diese eine gute Ausbildung erhielten. Nachdem die Kinder erwachsen waren, kehrte Paula nach Bangkok zurück und lebte bis zu ihrem Tod in einer Residenz in der Surawongse-Strasse.